# Гибалівка
Ги́балівка — село в Україні,  у Шаргородській міській громаді Жмеринського району Вінницької області, є передмістям самого Шаргорода.
Село Гибалівка засноване в 14—15 столітті.
Гибалівка розташована на берегах річки Мурашка. Відстань до обласного центру складає в середньому 85 км.
Населення становить близько 2,5 тисяч чоловік. Площа села становить 4,447 км². В Гибалівці розташована загальноосвітня школа 1—3 ступенів, дошкільний заклад «Капітошка», бібліотека, церква Св. Юрія Переможця (ПЦУ) та стадіон (КП "Шаргородський міський стадіон "Колос""), приватні агропідприємства "Україна" та "Земля Подільська"
Легенда розповідає, що назва села походить від «гинути», тому що населення вимирало внаслідок невідомої чуми[джерело?]

## Історія
Перша згадка про село припадає на кінець XVI століття. 
Під час визвольної війни українського народу 1648-1657 років  у Гибалівці було розміщено сотню Брацлавського козацького полку.
Під час організованого радянською владою Голодомору 1932—1933 років помер щонайменше 231 житель села.
12 червня 2020 року відповідно до Розпорядження Кабінету Міністрів України № 707-р «Про визначення адміністративних центрів та затвердження територій територіальних громад Вінницької області» увійшло до складу Шаргородської міської громади.
19 липня 2020 року, в результаті адміністративно-територіальної реформи та ліквідації Шаргородського району, село увійшло до складу Жмеринського району Вінницької області.

## Відомі уродженці
- Буковинський Станіслав Альбінович (1947) — кандидат економічних наук, доцент, член Ради НБУ.
- Бадюк Сергій Миколайович (1970) — російський спортсмен, актор і бізнесмен.
- Коломієць Петро Григорович (1973) — український підприємець, заступник голови правління ВАТ «Укртранснафта» в м. Києві.
- Язловецький Олександр  (1979) — римсько-католицький єпископ
- Барецький Володимир Іванович (1957) - колишній начальник фінансового управління, заступник начальника головного управління Вінницької обласної державної адміністрації; діючий  міський голова м. Шаргород.